# Монеты Геты

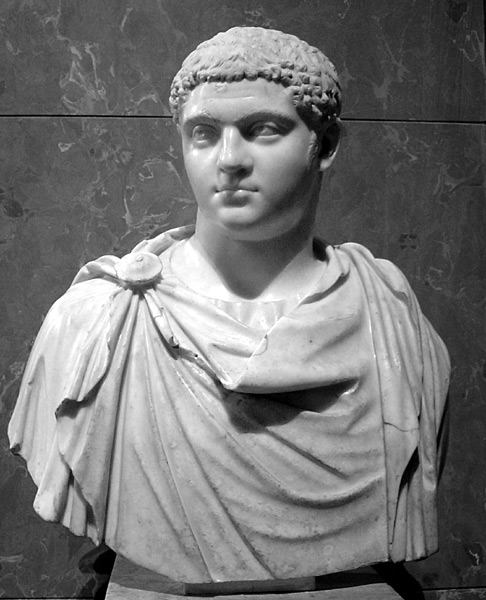
Бюст Геты

Монеты Геты — монеты, чеканившиеся в период правления императора Геты (совместно с Септимием Севером и Каракаллой в 209—211 годах, совместно с Каракаллой в 211 году).

## Правление Геты
Отец Геты, Септимий Север, был провозглашён императором в 193 году. В 198 году он объявил своего старшего сына, Каракаллу, своим соправителем и наследником, дав ему титул «августа». Гета получил второстепенный титул «цезаря». В 205 и 208 годах Септимий Север назначает Каракаллу и Гету со-консулами, а в 209 году даёт титул «августа» и Гете.
После смерти Септимия Севера братья должны были править совместно. Однако сложные взаимоотношения между братьями с самого детства, вылившиеся во взаимную ненависть, сделали невозможным любое взаимодействие и чуть не привели к разделу империи. Воспользовавшись предложенным их матерью Юлией Домной примирением, Каракалла организовал убийство Геты.

## Монеты Геты
В период правления Септимия Севера и к началу правления его наследников в империи продолжала применяться монетная система, введённая реформой Октавиана Августа: ауреус = 2 золотых квинария = 25 денариев = 50 квинариев = 100 сестерциев = 200 дупондиев = 400 ассов = 800 семисов = 1600 квадрансов. Однако проба и вес монет, установленные при Октавиане Августе, в правление Нерона и некоторых следовавших за ним императоров, неоднократно изменялись, а монеты некоторых номиналов длительное время не чеканились.
Изображения членов семьи часто помещались на монетах римских императоров. Гета изображался на монетах как Септимия Севера, так и монетах, выпускавшихся от имени матери — Юлии Домны. Монеты с изображением Геты выпускались как без указания его титулов, так и с их указанием, а также с различными вариантами его имени. Так, около 198—199 годов на монетах указывалось L SEPTIMVS GETA CAES, в 199—204 годах — P SEPT GETA CAES PONT, около 202 года — GETA CAES PONTIF, в 205 году — GETA CAES PONT COS, в 205—208 годах — P SEPTIMIVS GETA CAES, в 209—210 годах — IMP CAES P SEPT GETA PIVS AVG, в 210—211 годах — P SEPT GETA PIVS AVG BRIT. Существовали и другие варианты легенд.
В общем на монетах в различных вариациях указывались: имя «Публий Септимий Гета» (P SEPTIMIVS GETA, P SEPTIMIVS GETA PIVS, P SEPT GETA), на некоторый монетах — «Луций Септимий Гета» (L SEPTIMVS GETA, L SEPT GETA), почётное имя «Британик», полученное им в 210 году (BRIT) и различные титулы: «август» (AVG), «цезарь» (CAES), «император» (IMP), «консул» (COS), «трибун» (Tribunicia potestas) (TR P), «понтифик» (PONT), «предводитель молодёжи» (PRINC IVVENT).
Сюжеты изображений на реверсах монет в целом достаточно традиционны для римских монет той эпохи. На монетах изображались боги: Либералитас, Минерва, Фелицитас и др, жреческие атрибуты. Часто на реверсах изображался Гета — один, с каким-либо богом, с братом Каракаллой и втроём с Каракаллой и отцом.
С изображением Геты чеканились монеты: золотые ауреусы и квинарии, серебряные денарии, латунные сестерции, дупондии и ассы.
В Римской империи, кроме имперских монет для всего государства, чеканили и провинциальные. Жёсткий контроль их выпуска со стороны Рима отсутствовал. Для них характерно использование традиционных для провинций номиналов денежных единиц, а также легенда на местном языке, а не на латыни. С именем Геты чеканились серебряные тетрадрахмы, медные ассарии и тетрассарии с легендой на греческом языке.
После убийства Геты монеты с его изображением были изъяты из обращения и переплавлены.

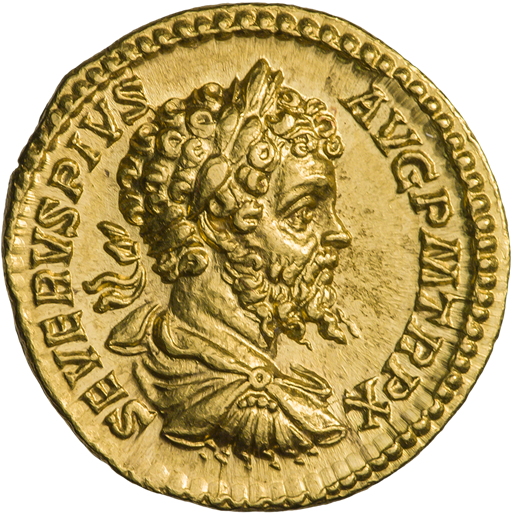
Септимий Север
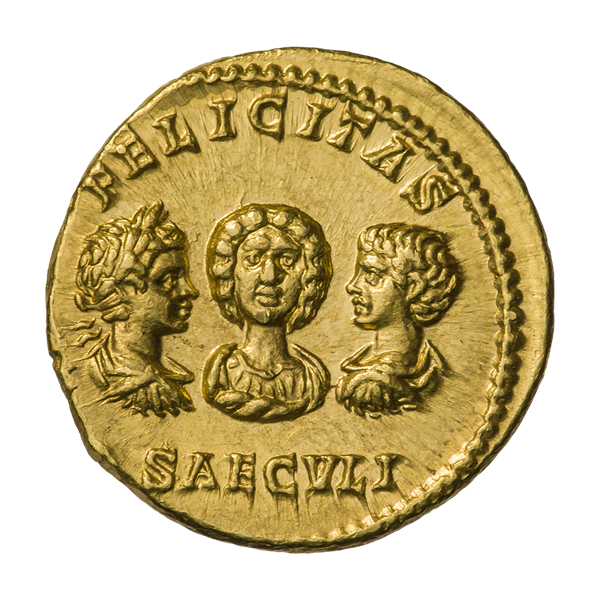
Каракалла, Юлия Домна и Гета
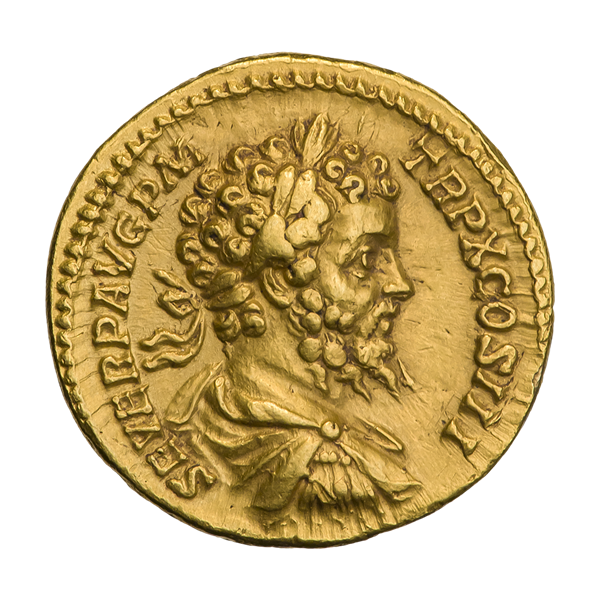
Септимий Север
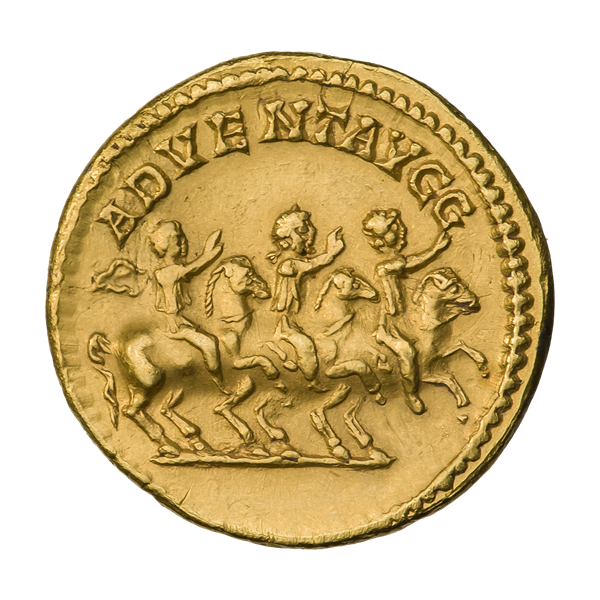
Септимий Север, Каракалла и Гета верхом на лошадях
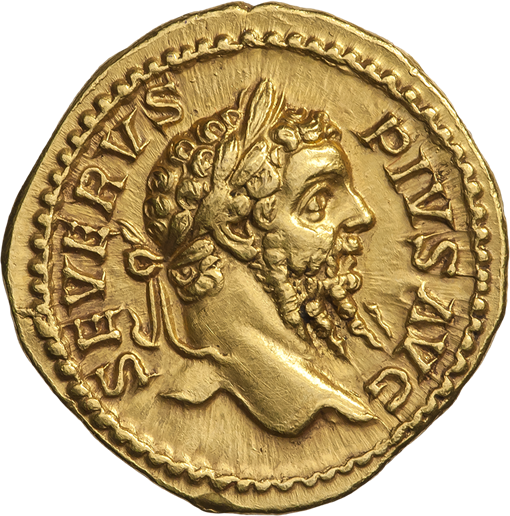
Септимий Север
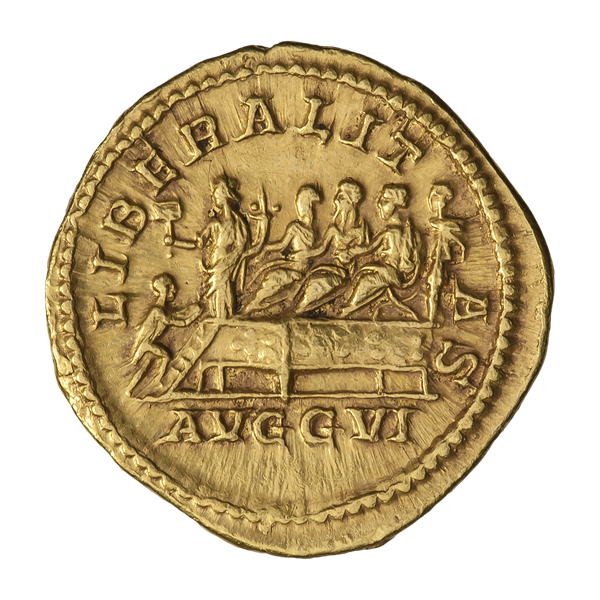
Септимий Север, Каракалла и Гета сидят на платформе. Позади стоит воин; впереди стоит Либералитас
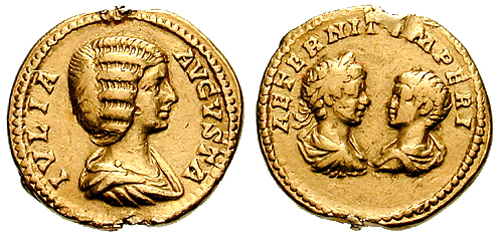
Аверс — Юлия Домна, реверс — Каракалла и Гета, легенда — AETERNITAS IMPERII (Вечность империи)

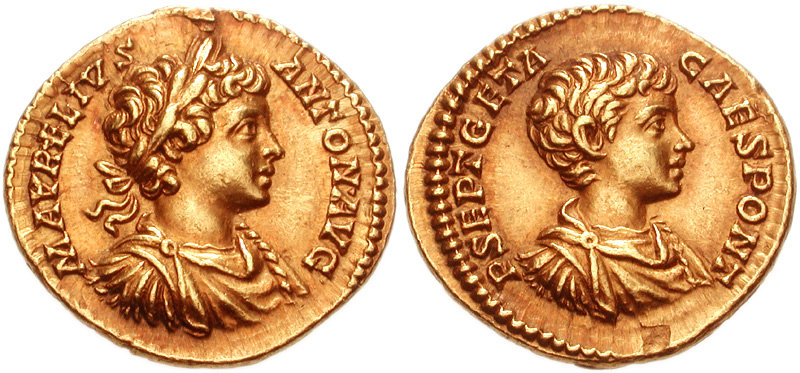
Ауреус с изображением Каракаллы (на аверсе) и Геты (на реверсе), титул Геты — CAES PONT (цезарь, понтифик)
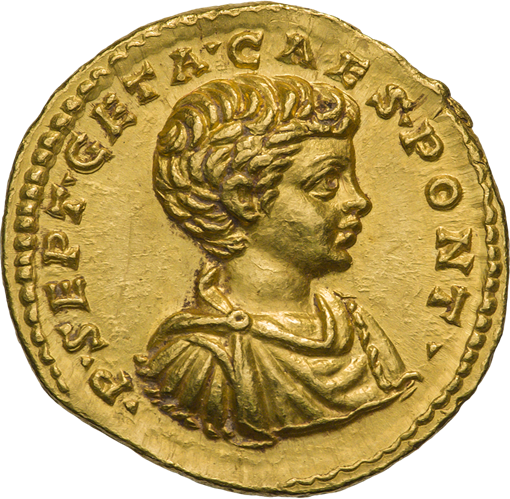
Ауреус, аверс. Титул — CAES PONT
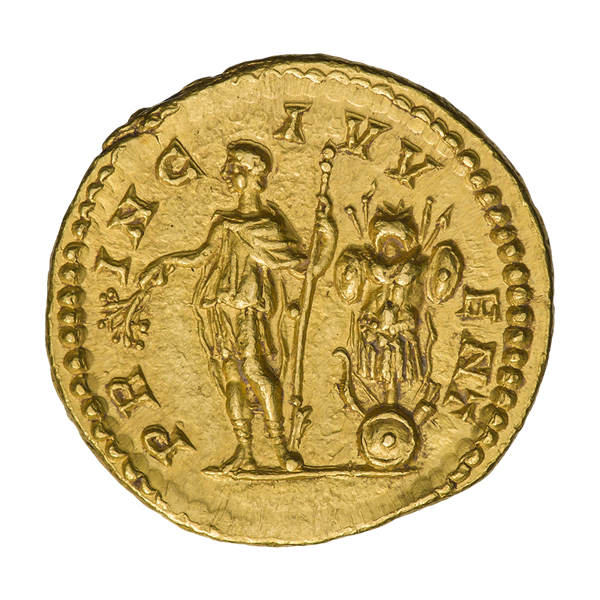
Ауреус, реверс. Гета с копьём и ветвью в руках, титул — PRINC IVVENT (предводитель молодёжи)
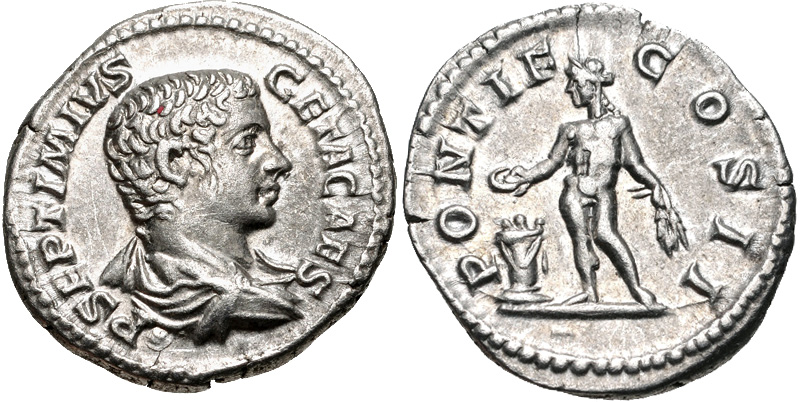
Денарий, ок. 208 г. титул на аверсе — CAES, на реверсе — PONT COS II (понтифик; консул, 2-й срок полномочий)
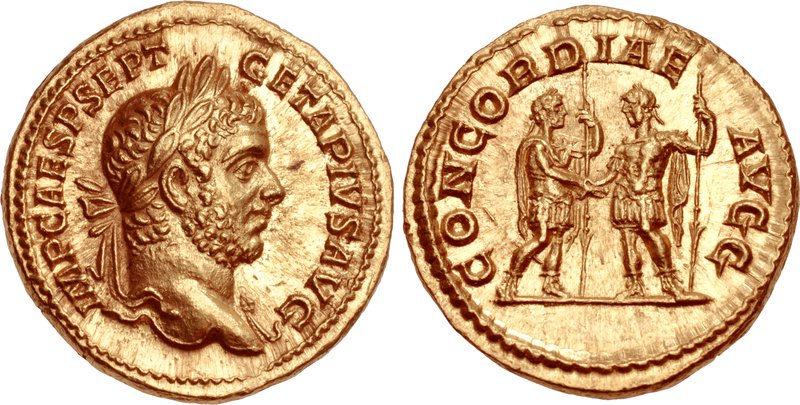
Ауреус, титул — IMP CAES (император цезарь), на реверсе — Каракалла и Гета, пожимающие друг другу руки

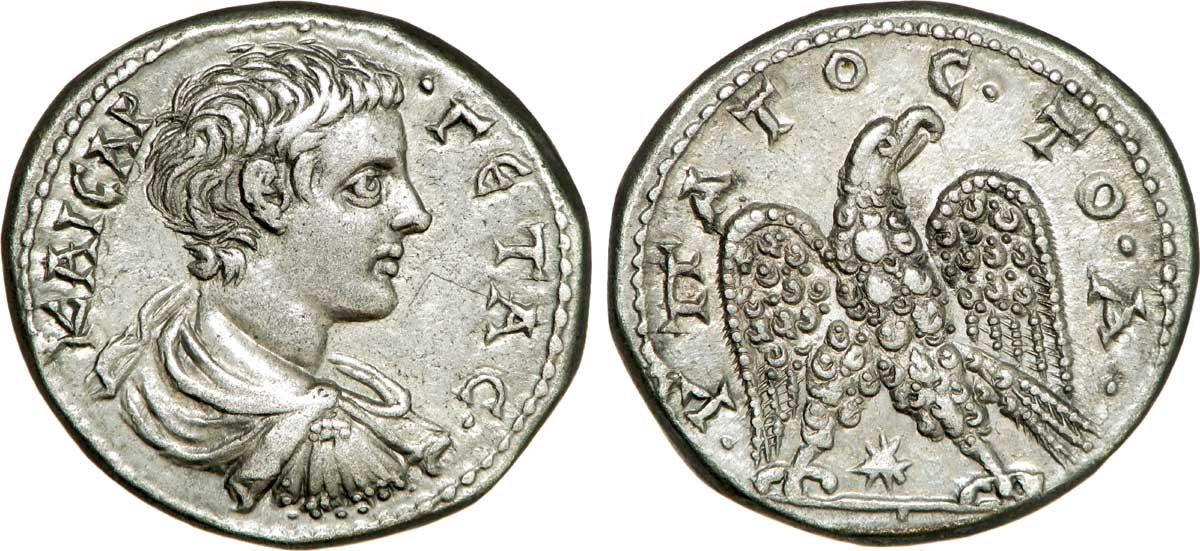
Тетрадрахма, легенда на греческом языке